# Hadano
Hadano (秦野市, Hadano-shi) est une ville de la préfecture de Kanagawa, au Japon.

## Géographie

### Localisation
Hadano est située dans l'ouest de la préfecture de Kanagawa.

### Municipalités limitrophes
| Yamakita | Kiyokawa | Atsugi    |
| Matsuda  | Hadano   | Isehara   |
| Ōi       | Nakai    | Hiratsuka |

### Démographie
En mars 2021, la population de la ville de Hadano était de 163 960 habitants, répartis sur une superficie de 103,76 km2.

## Histoire
Après l'introduction du tabac dans la région pendant la période Edo, Hadano est devenu un centre économique d'importance régionale.
Le bourg moderne de Hadano a été créé le 1er avril 1889. Il obtient le statut de ville le 1er janvier 1955.
En 1984, l'industrie du tabac quittait cependant définitivement la ville.

## Transports
Hadano est desservie par la ligne Odakyū Odawara.

## Jumelages
La ville est jumelée avec :
- Pasadena (États-Unis) depuis 1964
- Suwa (Japon) depuis 1984
- Paju (Corée du Sud) depuis 2005
- Fujinomiya (Japon) depuis 2008

## Personnalités liées à la ville
Yasuhiro Sugihara et Kiyonobu Inoue, les guitaristes de Luna Sea, sont nés à Hadano, le 8 juillet 1969 pour le premier et le 29 septembre 1970 pour le second.